# Tapas
A tapas (ejtsd: tápász) a spanyol gasztronómia egyik jellegzetessége. A legtöbb bárban és étteremben a szeszes italok mellé szolgálják fel. A tapas rendkívül sokféle, tulajdonképpen bármiből lehet tapas, amit kis adagokra fel lehet osztani: apró szendvics, kolbászkák, sonka stb. Az itt élők gyakran beülnek kedvenc bárjukba, és borozgatás mellett egy-egy falatnyi tapast rágcsálnak.

## A szó eredete
A szó eredetének legelterjedtebb változata szerint annak idején a boros poharakra kistányért raktak, hogy ne szálljon bele a por vagy ne másszanak bele ízeltlábúak. Ezekre a kistányérokra, fedőkre rakták azokat az apró falatokat, amelyeket a bor mellé fogyasztottak. A fedő spanyolul tapa, s valószínűleg innen ered a tapas elnevezés.